# Sowieckie naloty na Warszawę w czasie II wojny światowej
Sowieckie naloty na Warszawę w czasie II wojny światowej – seria nalotów lotniczych na okupowaną przez Niemców Warszawę, przeprowadzanych przez sowieckie lotnictwo w latach 1941–1944 (początkowo głównie przez Lotnictwo Dalekiego Zasięgu).
Pierwsze sowieckie naloty na okupowaną stolicę Polski nastąpiły pod koniec czerwca 1941 roku. W późniejszym okresie sowieckie lotnictwo jeszcze kilkanaście razy zbombardowało Warszawę, przy czym najwięcej ofiar i zniszczeń spowodowały naloty przeprowadzone latem 1942 roku oraz w maju 1943 roku. Celem ataków były niemieckie obiekty wojskowe i węzły komunikacyjne. Wielokrotnie sowieckie bomby spadały jednak na gęsto zaludnione dzielnice mieszkaniowe (w tym na getto warszawskie). W wyniku nalotów zginęło co najmniej 1000 warszawiaków, kolejnych kilka tysięcy odniosło rany, a kilkaset budynków uległo zburzeniu lub uszkodzeniu.
W czasach Polski Ludowej temat ten był marginalizowany przez oficjalną historiografię.

## Pierwsze bombardowania

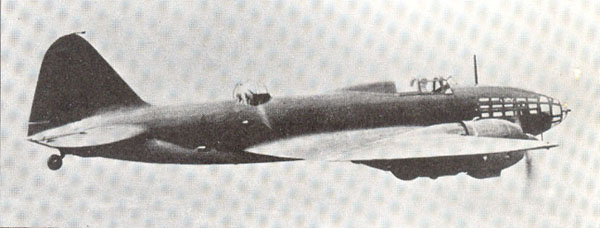
Bombowiec Ił-4 (wcześniejsze oznaczenie DB-3F) wykorzystywany w nalotach na Warszawę

Pierwszy nalot sowieckiego lotnictwa na Warszawę miał miejsce wieczorem 23 czerwca 1941 roku, tj. już w drugim dniu niemieckiej inwazji na ZSRR. O godzinie 19:17 bombowce DB-3F z 212. samodzielnego pułku lotnictwa bombowego dalekiego zasięgu zaatakowały mosty na Wiśle oraz niemieckie obiekty na terenie miasta. Celem nalotu stała się także fabryka amunicji „Pocisk” w Rembertowie. Niemiecka obrona przeciwlotnicza została zaskoczona; według źródeł polskich alarm ogłoszono dopiero 15 minut po rozpoczęciu ataku. Niską skutecznością wykazali się także sowieccy lotnicy. Zrzucone z wysokości 8000 metrów bomby nie zdołały bowiem uszkodzić żadnego z mostów; część trafiła w nurt Wisły. Niemniej nalot spowodował zniszczenia w obrębie miasta. Bomby spadły m.in. na ruiny Teatru Wielkiego (zbombardowanego przez Niemców w 1939 roku) oraz na domy przy ul. Focha 6 i Krakowskim Przedmieściu 55. Zapalił się jeden z hangarów na lotnisku Okęcie. Zaatakowane zostały ponadto stanowiska niemieckiej artylerii przeciwlotniczej na torze wyścigów konnych na Służewcu.
Według „Biuletynu Informacyjnego” z 3 lipca 1941 roku ofiarą tego nalotu paść miało około 50 Niemców, w tym około 40 żołnierzy Luftwaffe zabitych na torze wyścigów konnych na Służewcu. Z kolei według Krzysztofa Dunin-Wąsowicza pierwsze dwa sowieckie naloty na Warszawę kosztowały Niemców utratę jedynie sześciu zabitych i dwóch rannych. Duże straty – szacowane na kilkadziesiąt ofiar śmiertelnych – poniosła cywilna ludność Warszawy. Dunin-Wąsowicz oceniał, że w wyniku pierwszych nalotów zginęło 42 warszawiaków, a 55 odniosło rany. Na Pradze bomba trafiła w wypełniony ludźmi tramwaj, który mijał akurat kościół św. Floriana, zmierzając na most Kierbedzia. Zginęły 34 osoby, co stanowi największą katastrofę w dziejach komunikacji miejskiej w Polsce. Blamaż niemieckiej obrony przeciwlotniczej nie przeszkodził „Völkischer Beobachter” ogłosić cztery dni później rzekomego zestrzelenia 48 sowieckich samolotów. Z kolei sowiecka propaganda opublikowała znacznie przesadzone doniesienia na temat rezultatów nalotu, w których znalazły się m.in. informacje o rzekomym zniszczeniu w Warszawie magazynów z paliwem i materiałami pędnymi.
Kolejne naloty na Warszawę nastąpiły 24 czerwca, a według Szymona Kazimierskiego – również 25 czerwca. Sowieckie lotnictwo atakowało przede wszystkim obiekty wokół miasta. W samej stolicy zbombardowano okolice ul. Towarowej i most kolejowy. Celność ataków była niewielka. Pierwsze sowieckie naloty na Warszawę wywołały duże zaniepokojenie wśród przebywających w mieście Niemców. Dopiero po dwóch dniach od pierwszego bombardowania gadzinowy „Nowy Kurier Warszawski” zamieścił niewielką notkę na temat nalotu. Z kolei 30 czerwca 1941 roku gubernator dystryktu warszawskiego Ludwig Fischer wydał zarządzenie zabraniające fotografowania obiektów uszkodzonych podczas bombardowania.
Klęski poniesione przez Armię Czerwoną w początkowej fazie wojny spowodowały, że kolejny nalot sowieckiego lotnictwa na Warszawę nastąpił dopiero 13 listopada 1941 roku. Tego dnia, około godziny 11:00, kilka samolotów Jer-2 z 421. pułku lotnictwa bombowego (według „Biuletynu Informacyjnego” był to zaledwie jeden samolot) zaatakowało węzeł kolejowy w rejonie dzisiejszego pl. Zawiszy. Na miasto spadło blisko osiem bomb, które zrzucono z dużej wysokości. Miały one uszkodzić główny tor przy ul. Towarowej, a także rampę, bocznicę i budkę dróżnika. Władysław Bartoszewski i Tomasz Szarota podają w ślad za „Biuletynem Informacyjnym”, że na skutek powstałych zniszczeń na blisko dobę został wstrzymany ruch pociągów na tym odcinku torów. Z kolei zdaniem Tymoteusza Pawłowskiego infrastruktura kolejowa nie odniosła poważniejszych uszkodzeń. Jednocześnie sowieckie bomby spadły na trzy domy mieszkalne w rejonie ulic Srebrnej i Miedzianej. W wyniku nalotu zginęło 54 cywilów, a kolejnych 100 odniosło rany. Niemcy prawdopodobnie nie ponieśli żadnych strat. Wybuchy bomb wybiły szyby w setkach okien, na skutek czego w mieście gwałtownie wzrosły ceny usług szklarskich. Niemiecka obrona przeciwlotnicza zawiodła kolejny raz, przez co – jak wynika z raportu wojskowego komendanta miasta płk. Waltera von Unruha – stała się „przedmiotem kpin”.
Przez blisko rok sowieckie lotnictwo nie przeprowadzało kolejnych nalotów na Warszawę. Jedynie co pewien czas sowieckie samoloty wykonywały nocne loty rozpoznawcze nad okupowanym miastem. W stolicy często ogłaszano wówczas alarmy lotnicze.

## Naloty w lecie 1942

### Przebieg

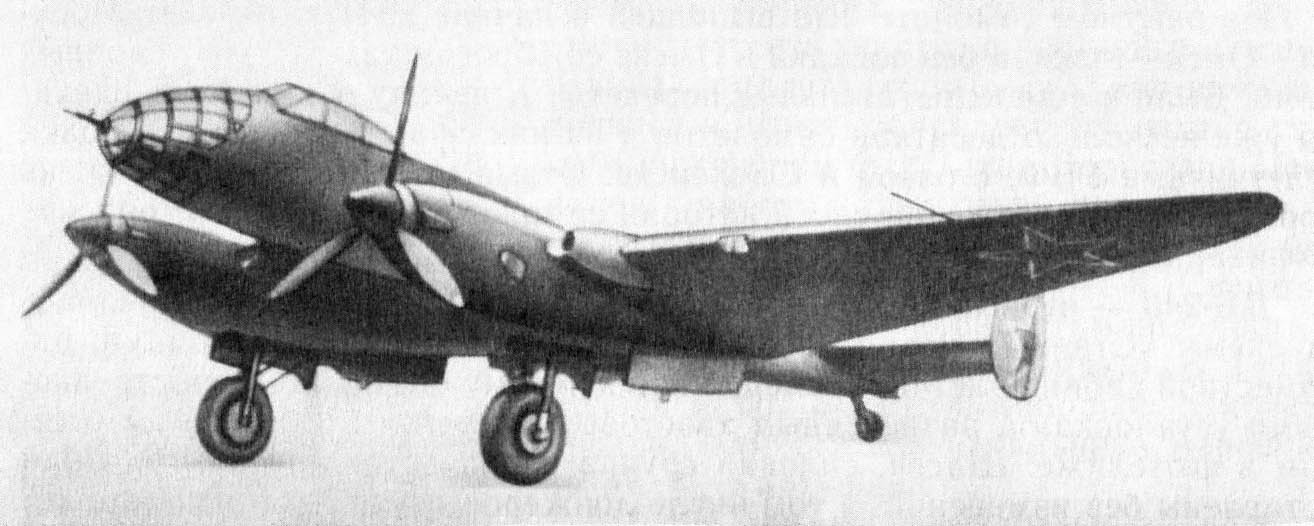
Bombowiec Jer-2 wykorzystywany w nalotach na Warszawę

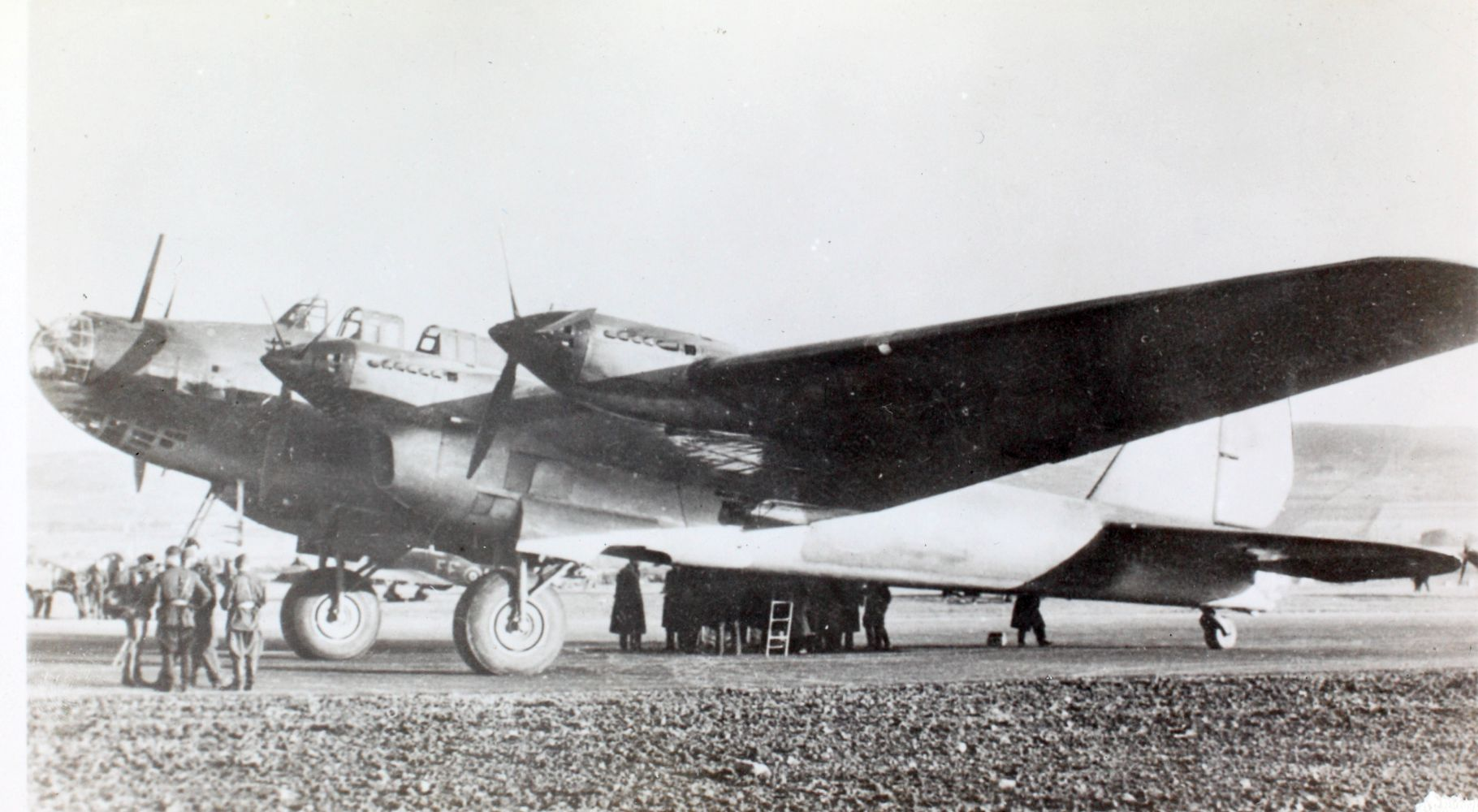
Bombowiec Pe-8 wykorzystywany w nalotach na Warszawę

Pod koniec lata 1942 roku sowieckie lotnictwo wznowiło działania bojowe nad Warszawą.
Pierwszy nalot miał miejsce w nocy z 20 na 21 sierpnia. Samoloty Pe-8 i Jer-2 z 45. Dywizji Lotnictwa Bombowego Dalekiego Zasięgu zrzuciły nad miastem oświetlające flary na spadochronach, po czym rozpoczęły kilkugodzinny nalot. Bomby burzące i zapalające spadły przede wszystkim na dzielnice mieszkaniowe: Grochów, Mokotów, Wolę, Żoliborz, a także w rejonie ul. Marszałkowskiej. Tylko nieliczne spadły w pobliżu obiektów zajmowanych przez Niemców. W „Biuletynie Informacyjnym” z 27 sierpnia 1942 roku niemieckie straty obliczono na około 60 zabitych i poniżej 300 rannych (żołnierzy i cywilów). Ofiary wśród ludności polskiej oszacowano natomiast na około 200 zabitych i 800 rannych. Jedną z ofiar śmiertelnych był prof. Józef Patkowski – fizyk, były rektor Uniwersytetu Stefana Batorego w Wilnie (1887–1937), wykładowca na tajnym Uniwersytecie Warszawskim. „Biuletyn Informacyjny” podawał, że sowieckie bomby trafiły blisko 130 budynków mieszkalnych i wznieciły 40 pożarów. Zdaniem Władysława Bartoszewskiego sowieckie bomby trafiły natomiast około 50 budynków. Poważnie uszkodzono warsztaty tramwajowe przy ul. Młynarskiej na Woli, co spowodowało długotrwałe utrudnienia w działaniu komunikacji miejskiej. Nastąpiła także przerwa w działalności sieci elektroenergetycznej. Oceniano, że liczba pożarów była większa niż w „lany poniedziałek” 25 września 1939 roku, kiedy to miał miejsce najcięższy niemiecki nalot na stolicę. W związku z uszkodzeniem jednego z pawilonów Domu ks. Boduena przy ul. Nowogrodzkiej 75 około 200 dzieci musiano ewakuować do przytułku w Górze Kalwarii.

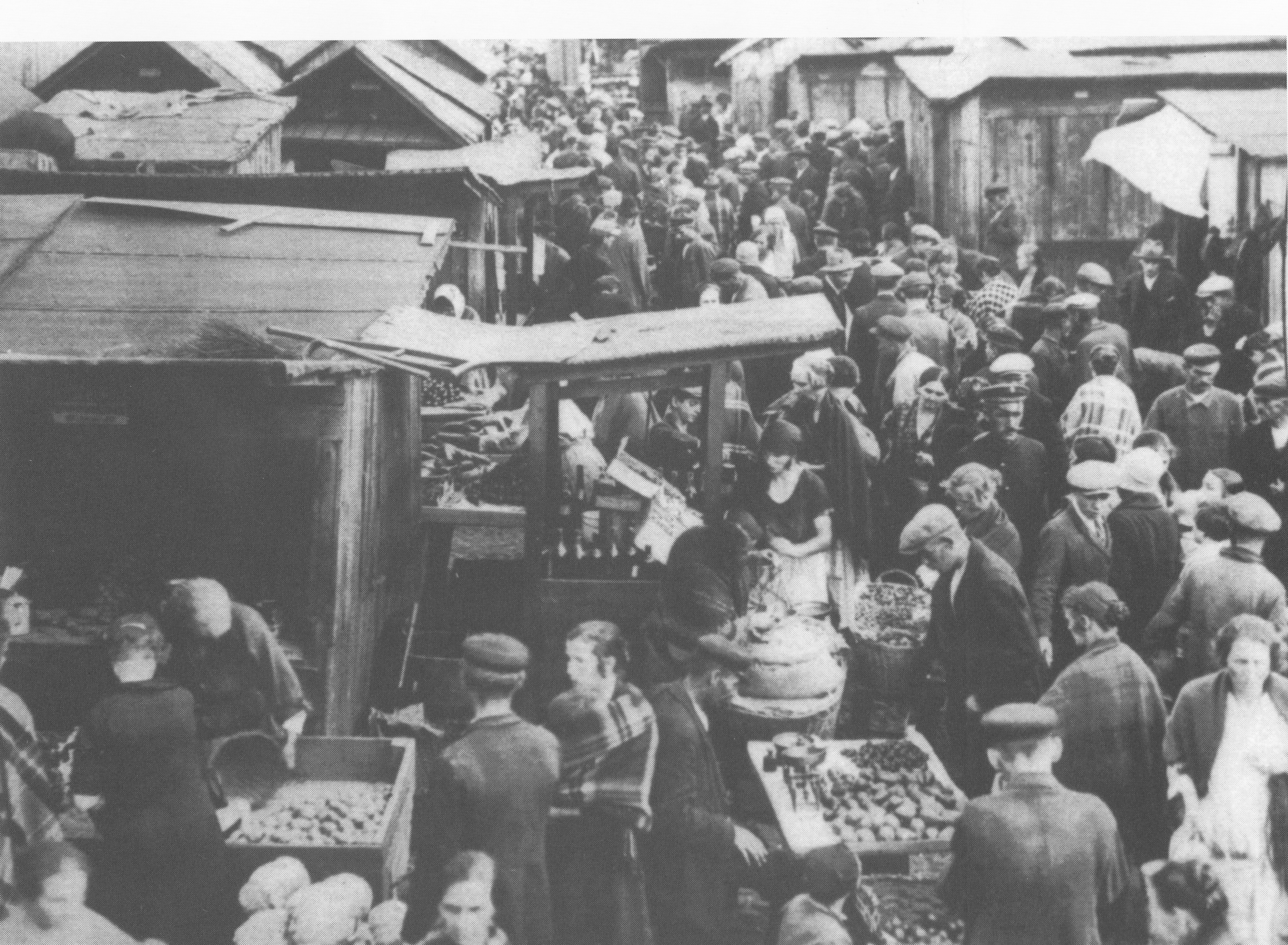
Targowisko „Kercelak” (1928). Bllisko 1000 straganów spłonęło tam na skutek sowieckiego nalotu w nocy z 1 na 2 września 1942

Kolejny nalot – znacznie silniejszy i skuteczniejszy od poprzedniego – nastąpił w nocy z 1 na 2 września. Około 20–30 bombowców należących do 3. gwardyjskiego pułku lotnictwa bombowego dalekiego zasięgu nadleciało falami nad miasto i zrzuciło łącznie około 300 bomb. Celem ataku były w pierwszym rzędzie Wola, Praga oraz Powiśle (na całym odcinku od Mostu Poniatowskiego po Nowy Zjazd). Tej nocy bomby uszkodziły m.in. tory i tabor kolejowy przy Dworcu Wileńskim na Pradze. W trafionych niemieckich garażach wojskowych na tyłach Sejmu spłonęło 45 samochodów. Na skutek nalotu ucierpiał również Dworzec Pocztowy oraz zajęty przez Niemców gmach Ministerstwa Komunikacji. Tej nocy bomby ponownie spadły na obiekty cywilne. Około 100 budynków zostało zniszczonych lub poważnie uszkodzonych. Kolejny raz zbombardowano zajezdnię tramwajową na Woli. Bomby spadły także na getto warszawskie, cmentarz powązkowski oraz w okolicach Szpitala pw. Przemienienia Pańskiego i Szpitala Dzieciątka Jezus. Częściowemu zniszczeniu uległo popularne targowisko „Kercelak”, gdzie spłonęło blisko 1000 straganów i towary o czarnorynkowej wartości 500 tys. dolarów. Zbombardowanie „Kercelaka” spowodowało kryzys zaopatrzeniowy w mieście i doprowadziło do gwałtownego zwiększenia cen żywności. Dokładna liczba ofiar nie jest znana, szacunkowe obliczenia mówią o około 200 lub 400 zabitych. Gubernator Ludwig Fischer podał w swym raporcie, że w obu nalotach – 20 sierpnia i 1 września – zginęło 239 osób, a 511 zostało rannych. W szczególności niemożliwe jest oszacowanie liczby zabitych w warszawskim getcie, gdzie dobiegała właśnie końca wielka akcja deportacyjna. Jedną z ofiar śmiertelnych nalotu był pułkownik Leopold Rudke (weteran Legionów Polskich, lekarz w Szpitalu Ujazdowskim). Podobnie jak to miało miejsce w 1941 roku niemiecka propaganda bagatelizowała skutki nalotów. Dopiero 4 września „Nowy Kurier Warszawski” zamieścił pierwszą wzmiankę na ten temat.
13 września miał miejsce ostatni w 1942 roku sowiecki nalot na Warszawę. Tego dnia samotny bombowiec celnie zrzucił serię bomb na warszawski most średnicowy.

### Wpływ na nastroje i morale mieszkańców
Sowieckie naloty w lecie 1942 roku zostały w pierwszym momencie przyjęte z zadowoleniem przez ludność Warszawy. Gdy jednak okazało się, że bomby spadają przede wszystkim na obiekty cywilne, nastroje uległy diametralnej zmianie. W mieście wybuchła panika, silniejsza nawet niż podczas niemieckich nalotów we wrześniu 1939 roku (przypisywano to psychicznemu wyczerpaniu społeczeństwa po trzech latach wojny i okupacji). Delegatura Rządu na Kraj w raporcie z września 1942 roku donosiła władzom w Londynie:

Tysiące osób opuściło na stałe Warszawę i zamieszkało w jej okolicach, tysiące innych wyjeżdża co wieczór na noc poza miasto lub też przenosi się na jego peryferie, uważane za bezpieczniejsze od gęsto zabudowanych dzielnic. Fizyczna i psychiczna wytrzymałość społeczeństwa polskiego uległa ogromnemu zmniejszeniu, wyczerpanie nerwowe czyni widoczne, zastraszające postępy.

Świadkowie odnotowali, że ulicami Warszawy ciągnęły kolumny furmanek i wózków naładowanych dobytkiem uciekinierów. Na stołecznych dworcach tłumy ludności próbowały znaleźć miejsce w nielicznych pociągach. W podwarszawskich miejscowościach znacznie wzrosły ceny najmu (nawet do 600 złotych miesięcznie za pokój). Niektórzy uciekinierzy woleli koczować pod gołym niebem – na polach, w lasach i parkach – niż ryzykować, że w mieście zaskoczy ich nalot. O panicznych nastrojach, które zapanowały wśród nieniemieckiej ludności, pisał w swoich raportach Ludwig Fischer.
Wśród niemieckiej ludności i funkcjonariuszy aparatu okupacyjnego także zapanowały paniczne nastroje, czego przejawem była m.in. tendencja do odsyłania rodzin w głąb III Rzeszy. Naloty miały także skłonić wielu Niemców do chwilowej przynajmniej fraternizacji z Polakami. Fakty te były przyjmowane przez ludność polską z dużą satysfakcją. Pewien urzędnik niemieckiej policji poczuł się nawet zmuszony wydać instrukcję dla zamieszkałych w Warszawie Niemców dotyczącą odpowiedniego zachowania się podczas nalotów i alarmów lotniczych. Wskazał w niej m.in., że „w schronach, do których dopuszcza się również nie-Niemców, muszą się Niemcy wyróżniać opanowaniem, spokojem i dyscypliną”.
Raporty Polskiego Państwa Podziemnego pochodzące z tego okresu wskazują, że sowieckie naloty przełożyły się na wzrost nastrojów antysemickich wśród ludności stolicy. Warszawska ulica miała je określać mianem „żydowskiej, partackiej roboty”. W getcie warszawskim przyjęto je z kolei z zadowoleniem – mimo ofiar i zniszczeń – interpretując je jako odwet za trwającą wielką deportację do obozu zagłady w Treblince. W rzeczywistości pomiędzy tymi wydarzeniami nie było żadnego związku.

## Nalot dywanowy w nocy z 12 na 13 maja 1943

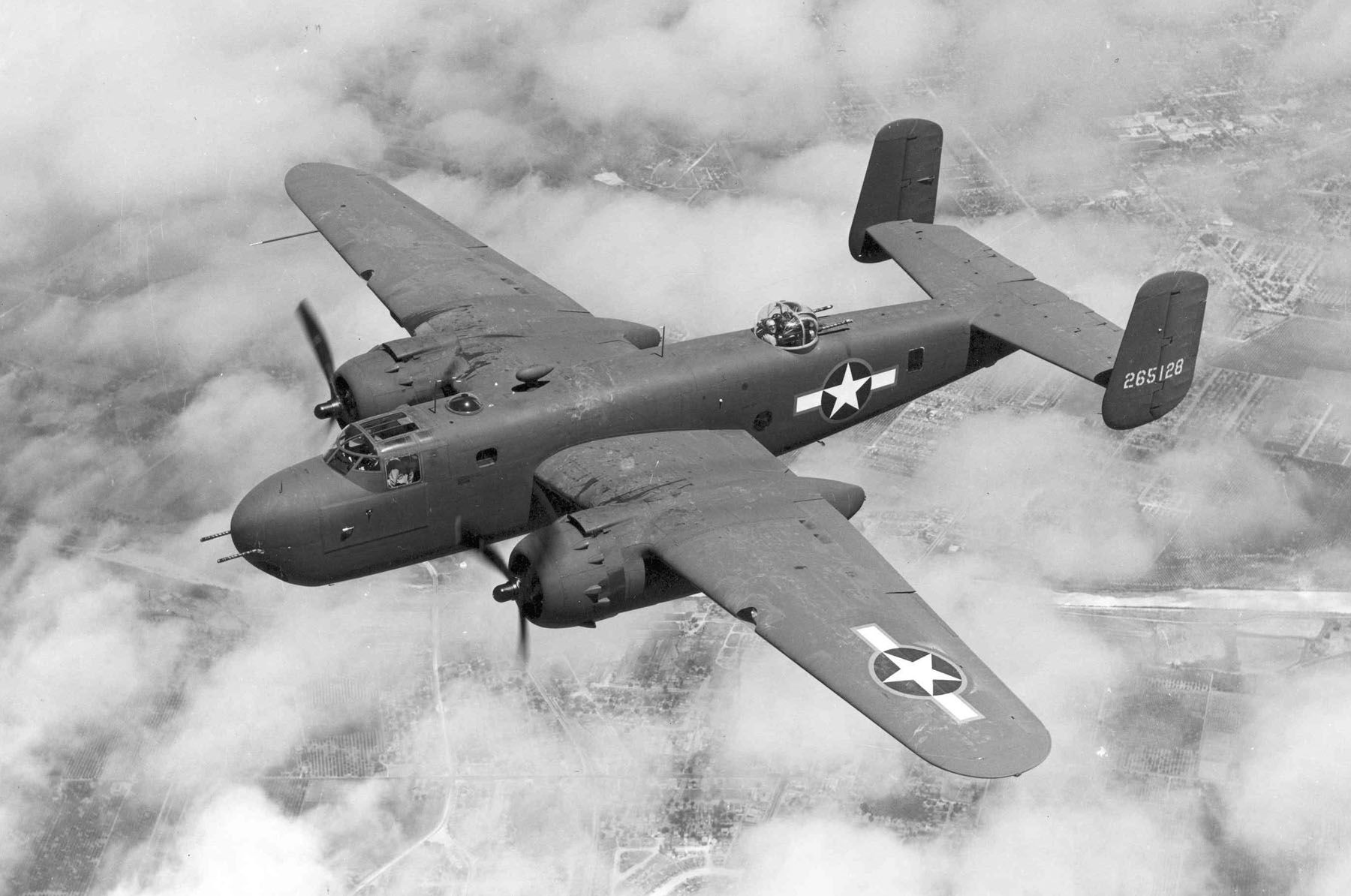
Amerykański bombowiec B-25 „Mitchell” dostarczany ZSRR w ramach umowy Lend-Lease i wykorzystywany w nalotach na Warszawę

Najsilniejszy nalot sowieckiego lotnictwa na Warszawę miał miejsce w nocy z 12 na 13 maja 1943. Atak przeprowadziły 108. i 421. pułki lotnictwa bombowego dalekiego zasięgu, wyposażone w amerykańskie bombowce B-25 „Mitchell” (dostarczone w ramach umowy Lend-Lease). Kilkadziesiąt sowieckich maszyn pojawiło się nad miastem ok. godziny 23:30. Piloci najpierw zrzucili oświetlające flary na spadochronach, po czym rozpoczęli bombardowanie, które trwało do godz. 1:30. Tej nocy na stolicę spadły bomby o łącznym wagomiarze ok. 100 ton, w tym wiele 500-kilogramowych bomb służących do niszczenia budynków. Razem z bombami sowieccy piloci zrzucili także setki ulotek propagandowych, na których znalazła się odezwa wzywająca Polaków do walki z Niemcami oraz przedruk listu Stalina dotyczącego stosunków polsko-sowieckich (wystosowanego do korespondenta „New York Timesa” w dniu 4 maja 1943).
Oficjalnym celem nalotu było lotnisko na Okęciu oraz warszawski węzeł kolejowy. Kronikarz okupacyjnej Warszawy, Ludwik Landau, oceniał jednak, że uszkodzenia obiektów o charakterze wojskowym były „dość niewielkie, niewspółmierne z rozmiarami nalotu”. Już 13 maja w godzinach popołudniowych przywrócono normalny ruch pociągów. Niemieckie straty w ludziach były szacowane na 17 zabitych i 17 rannych. Ponownie najbardziej ucierpiała ludność cywilna. W Śródmieściu sowieckie bomby spadły m.in. na kamienice przy ul. Marszałkowskiej i pl. Zbawiciela oraz w rejonie ulic Emilii Plater i 6 Sierpnia. Zbombardowano także domy mieszkalne przy ul. Grójeckiej na Ochocie oraz gęsto zamieszkałe kwartały Woli i Pragi. Kilka bomb spadło na ruiny getta, gdzie dogasało żydowskie powstanie. Kilkadziesiąt domów zostało zburzonych, wiele innych odniosło poważne uszkodzenia. Częściowemu zniszczeniu uległa hala targowa na Koszykach. Spłonęły także stragany targowiska na pl. Kazimierza Wielkiego. W jednej z piwnic wszyscy ukrywający się ludzie utonęli, gdy eksplozje bomb uszkodziły wodociąg, zasypując jednocześnie drogę wyjścia. Ponadto sowieckie bomby uszkodziły warszawskie Filtry, co na pewien czas pozbawiło warszawiaków dostępu do bieżącej wody. Gaszenie wywołanych nalotem pożarów trwało do 14 maja.
Pierwsze szacunki mówiły o ponad tysiącu zabitych cywilów. „Nowy Kurier Warszawski” utrzymywał, że liczba ofiar wyniosła 149 zabitych, 17 zaginionych i 223 rannych. 889 osób miało stracić dach nad głową. W „Biuletynie Informacyjnym” z 20 maja 1943 roku oszacowano natomiast, że na skutek nalotu zginęło około 300 Polaków, kolejnych 1000 odniosło rany, a blisko 1000 rodzin straciło dach nad głową. W sprawozdaniu Ludwiga Fischera znalazła się z kolei informacja o 236 ofiarach śmiertelnych, w tym 14 Niemcach. To samo źródło podaje również, że zniszczeniu lub uszkodzeniu uległo około 800 mieszkań, na skutek czego 2500 warszawiaków straciło dach nad głową. Znacznie niżej, gdyż na 49 zabitych i 146 rannych, szacował liczbę cywilnych ofiar Krzysztof Dunin-Wąsowicz.
Niemiecka propaganda starała się wykorzystać ten nalot do rozbudzenia wśród mieszkańców Warszawy nastrojów antysowieckich i antysemickich, wiążąc go pośrednio z odkryciem grobów katyńskich i trwającym powstaniem w getcie warszawskim.

## Bombardowania w 1944
Po dywanowym nalocie w maju 1943 roku sowieckie lotnictwo na kilkanaście miesięcy zrezygnowało z prowadzenia działań bojowych nad Warszawą. Sytuacja zmieniła się dopiero w ostatniej dekadzie lipca 1944 roku, gdy sowieckie armie znalazły się na przedpolach polskiej stolicy. Lotnictwo taktyczne Armii Czerwonej przeprowadzało loty rozpoznawcze nad miastem oraz atakowało wycofujące się na zachód niemieckie kolumny (zazwyczaj ataki miały miejsce w godzinach wieczornych i nocnych).
W nocy z 27 na 28 lipca, około godziny 22:00, sowieckie lotnictwo przeprowadziło silny nalot na prawobrzeżną Warszawę, wymierzony przede wszystkim w tamtejszą sieć kolejową i tramwajową. Bomby spadły m.in. w okolicach Dworca Wileńskiego (krążące w mieście plotki o jego „spaleniu” były jednak przesadzone), a także na Bródno i Grochów – zwłaszcza w okolicy ul. Wiatracznej. Na skutek nalotu poważne uszkodzenia odniosła sieć tramwajowa w rejonie ulic Waszyngtona, Grenadierów i Zygmuntowskiej. Bombardowane były także Wola, Okęcie i Ursus. Następnej nocy sowieckie samoloty bombowe i szturmowe ponownie zbombardowały Pragę, a także warszawski Dworzec Zachodni. Z kolei między 29 a 31 lipca sowieckie myśliwce atakowały z lotu koszącego stanowiska niemieckiej artylerii przeciwlotniczej na terenie miasta.
Po wybuchu powstania warszawskiego (1 sierpnia 1944) Armia Czerwona wstrzymała ofensywę w kierunku Warszawy. Przez blisko sześć tygodni, tj. do 10 września, sowieckie lotnictwo obowiązywał zakaz prowadzenia lotów bojowych nad Warszawą (dozwolone były wyłącznie loty rozpoznawcze).
Sytuacja zmieniła się, dopiero gdy wojska sowieckie wznowiły działania ofensywne na kierunku warszawskim. Podczas szturmu na Pragę blisko 40 samolotów bombardowało okolicę al. Waszyngtona (13 września). W kolejnych dniach sowieckie lotnictwo przeprowadziło szereg lotów bojowych nad ogarniętą powstaniem lewobrzeżną Warszawą. Celem nalotów były przede wszystkim silnie umocnione obiekty niemieckie – m.in. Cytadela, budynki Sejmu, okolice siedziby Gestapo w al. Szucha, koszary przy ul. Rakowieckiej, koszary szwoleżerów przy ul. 29 Listopada, gmach Muzeum Narodowego, okolice Ogrodu Saskiego. Bombardowano także stołeczne dworce kolejowe (Główny, Gdański i Zachodni). Najsilniejsze, trwające cały dzień naloty miały miejsce 19 i 21 września.

## Podsumowanie
Między 22 czerwca 1941 roku a 31 lipca 1944 roku ogłoszono w Warszawie blisko 100 alarmów lotniczych. W tym okresie lotnictwo sowieckie przeprowadziło kilkanaście nalotów na miasto, w tym trzy o szczególnie silnym natężeniu (20/21 sierpnia i 1/2 września 1942 oraz 12/13 maja 1943).
Liczba ofiar oraz straty materialne spowodowane tymi atakami nie zostały nigdy dokładnie oszacowane. Najbardziej ostrożne szacunki mówią, że w wyniku sowieckich nalotów zginęło około 1000 warszawiaków, kilka tysięcy odniosło rany, a wiele tysięcy straciło dach nad głową. Powyższe liczby odnoszą się przy tym wyłącznie do ofiar narodowości polskiej i nie uwzględniają strat poniesionych przez zamkniętą w getcie ludność żydowską. Co najmniej 300 budynków uległo doszczętnemu zniszczeniu, a kolejnych kilkaset zostało poważnie uszkodzonych. W ten sposób na skutek sowieckich bombardowań ucierpiało ok. 3 proc. przedpowstaniowej zabudowy Warszawy. 
Sowieckie naloty były jedną z przyczyn, dla których okupanci musieli odłożyć plany stworzenia zwartej niemieckiej dzielnicy mieszkaniowej w Warszawie. Niemiecka ludność obawiała się bowiem osiedlać w jej obrębie.
Sowieckie bombardowania znalazły odzwierciedlenie w warszawskim folklorze. Wspomina o nich chociażby słynna okupacyjna piosenka „Siekiera, motyka”, a dokładnie jej drugi wers: „w nocy nalot, w dzień łapanka”. W niszczących nalotach upatrywano także jednego ze źródeł gwałtownego wzrostu religijności w okupowanej Warszawie, którego przejawem była m.in. budowa podwórzowych kapliczek przy setkach warszawskich kamienic.
Naloty sowieckiego lotnictwa na Warszawę stanowią jeden z najbardziej zapomnianych epizodów II wojny światowej. Niemiecka propaganda konsekwentnie bagatelizowała bowiem ich skutki, a w czasach PRL był to de facto temat zakazany. Do 1989 roku o sowieckich bombardowaniach można było wspominać co najwyżej na marginesie szerszych opracowań dotyczących wojennej historii Warszawy. Ofiary nalotów nie zostały w jakikolwiek sposób upamiętnione.
Opracowania historyczne wydawane w czasach PRL starały się podkreślać, że ludność Warszawy przyjmowała bombardowania „ze zrozumieniem”, ciesząc się przede wszystkim ze strat niemieckich. Ocenę tę potwierdzają także zapiski Ludwika Landau i Haliny Krahelskiej. Potężne naloty przeprowadzone latem 1942 roku i w maju 1943 roku wywołały jednak w stolicy o wiele większą nerwowość niż niemieckie bombardowania podczas kampanii wrześniowej 1939 roku (przechodziła ona momentami w panikę).
Już w czasie wojny pojawiły się wątpliwości, czy bombardowanie przez sowieckie lotnictwo niewojskowych celów w Warszawie było rzeczywiście dziełem przypadku. Owe nastroje wyrażał m.in. podziemny „Biuletyn Informacyjny”, w którym artykuł opisujący dywanowy nalot 12/13 maja 1943 opatrzono tytułem „Nieudolność czy zbrodnia?”. „Rzeczpospolita Polska” artykuł na ten sam temat zatytułowała natomiast „Nowe zbrodnicze barbarzyństwo sowieckie” (25 maja 1943).
Tymoteusz Pawłowski i Szymon Kazimierski zwracali uwagę, że najcięższe sowieckie naloty na Warszawę miały miejsce przy okazji momentów kryzysowych w stosunkach polsko-sowieckich – tj. po wyprowadzeniu z ZSRR armii generała Andersa (sierpień 1942) oraz po odkryciu grobów katyńskich i zerwaniu przez ZSRR stosunków dyplomatycznych z rządem RP na uchodźstwie (koniec kwietnia 1943).
Niektórzy sowieccy lotnicy biorący udział w bombardowaniach Warszawy otrzymali tytuł Bohatera Związku Radzieckiego, m.in. Aleksandr Dawydow, Aleksandr Dodonow, Wasilij Alin, Władimir Dragomiriecki, Aleksandr Dudakow, Fiodor Dudnik, Arsienij Czurilin, Władimir Ikonnikow, Nikołaj Iszczenko, Wiktor Jewdokimow, Wasilij Obuchow, Piotr Romanow, Siemion Poleżajew, Władimir Safonow, Iwan Starżynski, Aleksiej Czułkow, Aleksandr Riepin i Aleksiej Nazarow.